# Arxiu Històric de Lleida
L'Arxiu Històric de Lleida de titularitat estatal i gestió transferida al Departament de Cultura de la Generalitat de Catalunya des de 1981.
Recull, descriu, conserva i posa a disposició dels ciutadans documentació històrica, administrativa i personal en l'àmbit de la comarca del Segrià i de la província de Lleida amb relació a la de l'Administració perifèrica de l'Estat .

## Història
L'Arxiu Històric de Lleida (AHL) es creà per Ordre ministerial del 26 de febrer de 1952, a l'empara del Decret de 1947 sobre Ordenación de Archivos y Bibliotecas del Tesoro Histórico Documental. Els dipòsits es van instal·lar al soterrani de l'antic convent del Roser (segle xvii), de l'orde dels dominics. Les seves dependències públiques compartien amb la Biblioteca pública la part posterior d'aquest edifici històric, en el que es va denominar la Casa de la Cultura.
L'any 2005 fou inaugurada la seu actual, situada a l'Illa de la Maternitat juntament amb la Biblioteca Pública i el Museu de Lleida Diocesà i Comarcal.
La gestió de les competències es van traspassar al Departament de Cultura de la Generalitat de Catalunya l'any 1981, pels traspassos de competències de l'Estat, juntament amb la dels arxius històrics provincials de Girona i Tarragona. Tal com estableix la Llei 10/2001, de 13 de juliol, d'arxius i documents, l'Arxiu forma part de la Xarxa d'Arxius Comarcals de la Generalitat de Catalunya en la seva funció d'Arxiu Comarcal del Segrià.

## Funcions
La seva vessant provincial el dota de la competència per a ingressar la documentació generada per l'Administració perifèrica de l'Estat.
Quant a la competència comarcal és l'Arxiu de referència per als municipis de la comarca, per a la seva documentació administrativa dels ajuntaments i la d'entitats, associacions i particulars.
En ambdós àmbits també exerceix una funció d'assessoria i formació en relació als temes de gestió documental, d'accés a la documentació i informació pública i al cicle de vida dels documents.
A banda de les funcions de recollida, tractament, descripció i conservació de la documentació ingressada, també se n'ocupa de posar-la a disposició de la ciutadania i difondre-la a través d'activitats, el web i les seves xarxes socials.

## Fons
El seu nucli documental inicial el va constituir, com era usual, els fons notarials del districte de Lleida i la documentació històrica de la Delegació Provincial d'Hisenda, corresponent-li també la documentació històrica de l'Audiència provincial i la dels jutjats dels partits judicials de la província i la dels altres organismes oficials que es van anar incorporant.
La datació de la documentació conservada es troba de forma discontinua entre el s.XIV i el s.XXI, ocupant més de 8 quilometres que s'agrupen:
- Fons de la Generalitat de Catalunya. En aquest fons es troba la documentació generada per les delegacions de la Generalitat en el territori.
- Fons de l'administració local, on es recullen els fons municipals.
- Fons de l'administració perifèrica de l'estat, format per la documentació de les diferents delegacions estatals a la província de Lleida.
- Fons notarials, format per la documentació notarial amb més de cent anys d'antiguitat corresponent al districte de Lleida. Inclou també part dels protocols del de les Borges Blanques i de la Seu d'Urgell i algun altre de forma escadussera, perquè es van adquirir per conformar els fons fundacional de l'Arxiu.
- Fons judicials. En aquest fons hi ha la documentació produïda per diferents tipus de jutjats, l'audiència provincial i altres òrgans judicials extingits.
- Fons registrals, format per la documentació produïda per les diferents comptadories d'hipoteques dels principals municipis de la província.
- Fons d'institucions, format per la documentació generada per institucions públiques de tota classe ja siguin centres penitenciaris, juntes electorals o patronats.
- Fons d'associacions i fundacions, compost per la documentació històrica generada per institucions tant de caràcter públic com privat de diversos i diferents àmbits (polític, social).
- Fons comercials i d'empreses, format pels documents d'empreses en el que s'inclou el fons del diari “La Mañana”.
- Fons personals, format per les donacions o compres fetes per l'arxiu de la documentació de diferents ciutadans particulars.
- Col·leccions, format per col·leccions de pergamins, manuscrits, documents solts i diferents col·leccions personals.

Del Quadre de fons destaquem: 
- En el fons d'Hisenda, les sèries referides a la Intendència de Lleida, que conté els documents relatius al cadastre establert per José Patiño després de l'ocupació de Catalunya el segle xviii, o les sèries del Cadastre modern amb les fotos aèries del territori de la provincia.
- Del fons documental del Govern Civil, és molt consultada la sèrie d'expedients d'Ordre Públic generats en la immediata postguerra, les referides a associacions o les d'autorització d'actes i activitats comercials i industrials.
- Entre els fons d'organismes franquistes es troben entre altres: el de l'Oficina Comarcal de Lleida de la D.G. de Regiones Devastadas, el de la Secció Femenina, del Frente de Juventudes o el del Sindicat Vertical.
- Dels fons judicials són destacables el del Tribunal Provincial de Responsabilitats Polítiques, el Tribunal Tutelar de Menors, el Tribunal de Magistratura del Treball, entre altres
- El fons de la Comissaria Delegada de la Generalitat a Lleida és l'únic generat totalment durant la II República
- El quadre de fons inclou també municipals com el d'Almenar, Aitona, Alguaire i Torrefarrera.
- S'han anat incorporant diferents donacions unes de caràcter patrimonials com el de la família Jover de Tàrrega (1525-1848), personals com el de Andrés Ymbernon Vila, o col·leccions com la de Sebastià Gràcia Petit amb una col·lecció de cartells i programes de festes majors i actes relacionats amb les ballades de sardanes. També s'inclou la col·lecció de manuscrits i documents solts (1348-1848) que formar part dels documents fundacionals de l'Arxiu.[1]

## Documents destacats

### Plànol de la muntanya Tresias de 1893
És un document del fons de la Delegació provincial d'Economia i Hisenda. El Ministeri d'Hisenda fou creat el s. XVIII per l'administració borbònica. A nivell provincial, el 1711 es creen les primeres Intendències, suprimides per RD de 1849. Tot i això, la primera gran organització de la Hisenda a nivell provincial es plasmà en la Instrucció de 16 d'abril de 1816 i, sobretot, en la Instrucció de 3 de juliol de 1824 de López Ballesteros. El 1845 es torna a reorganitzar l'Administració provincial d'Hisenda a conseqüència de la reforma del sistema tributari. Una ordre de 30 de juny de 1869 va refondre les antigues Administracions, Comptadories i Tresoreries en una sola dependència, l'Administració Econòmica, que donà nom a les oficines provincials. Posteriorment, la llei de 9 de desembre de 1881 crea la figura del Delegat d'Hisenda i les delegacions del Ministeri d'Hisenda.
De la Secció de Patrimoni, cal destacar la documentació generada al voltant dels successius processos de desamortització de béns, entre els quals, els plànols elaborats amb motiu de la desmortització de les muntanyes de tots els partits judicials de Lleida (1885 - 1967), realitzats pel Cuerpo Nacional de Ingenieros de Montes. Precisament aquests plànols mostren les muntanyes que quedaren exemptes de desamortització.

### Manual de testaments de 1759

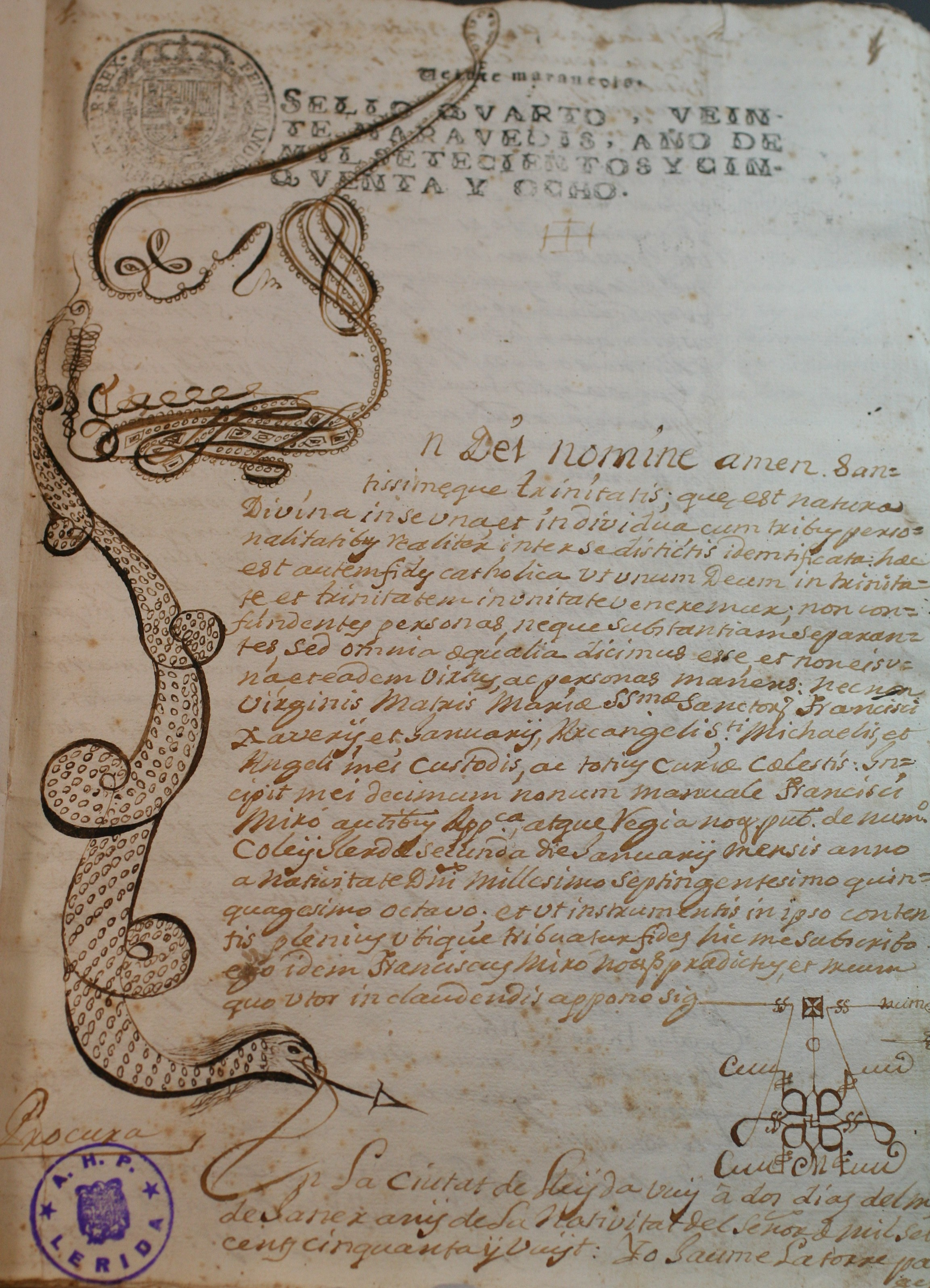
Document del fons del Districte Notarial de Lleida consistent en un manual de testaments del 1759

Document del fons del Districte Notarial de Lleida. L'Arxiu de Protocols de Lleida s'inicia a partir de les ordenances de la Llei del Notariat de l'any 1862 i, en especial, del decret de 1869 que organitzava els Arxius Generals a les capitals dels districtes notarials. A la ciutat de Lleida la seva trajectòria es veurà interrompuda per l'incendi que l'any 1936 destruí la casa del notari Simó Clavera i Guarné, a la plaça St. Joan de Lleida, on estava dipositat l'arxiu de protocols, la quasi totalitat del qual va desaparèixer en l'incendi.
El fons notarial de l'Arxiu fou recollit en compliment del Decret de 24 de juliol de 1947 sobre Ordenació d'Arxius i Biblioteques i del Tresor Històric Documental, ingressant el 14 de febrer de 1951 1.117 protocols de Lleida i província amb dates extremes de 1587 a 1881 que, des de començament de la guerra, s'havien conservat a l'Arxiu Episcopal, essent el primer notari del qual es conserva documentació Josep Aparici, de Lleida.

### Cadastre de Solsona de 1716

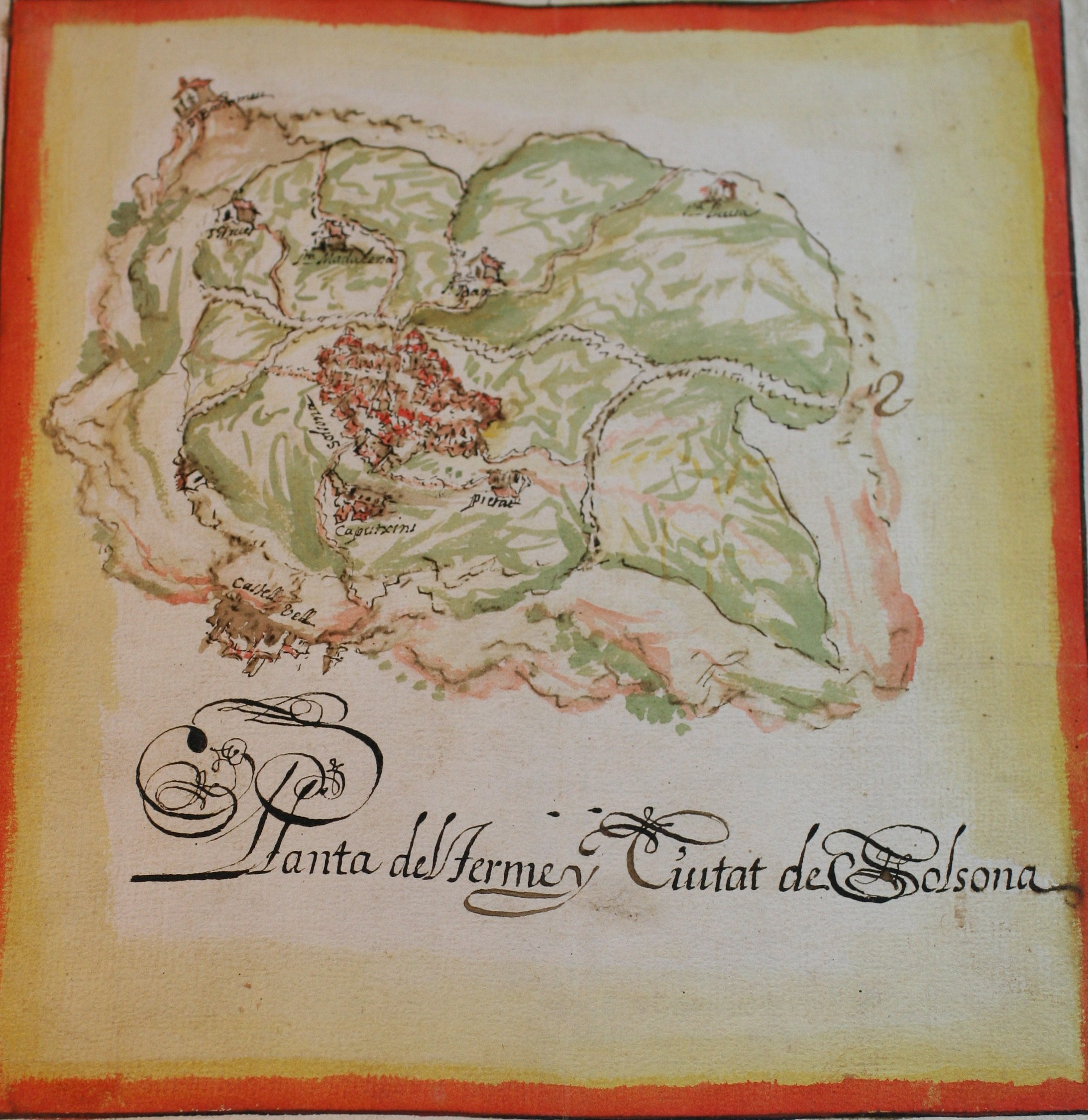
Document del fons Intendència de Lleida del 1716 titulat Respostes generals, respostes particulars i repassos del Cadastre de Patiño de Solsona. Conté un dibuix del terme de Solsona en color.

L'arxiu també custodia respostes generals, respostes particulars i repassos del Cadastre de Patiño de Solsona. En concret, aquest és un document del fons Intendència de Lleida. Durant el regnat de Felip V es creen les Intendències, davant la necessitat de connectar la Cort i els seus òrgans, els Consells, amb les províncies. Així, per decret de 1718, inspirat per José Patiño, s'institueixen els càrrecs d'Intendents de Províncies i Exèrcits. L'Intendent era un funcionari reial, directament dependent del monarca, executor de la política oficial en la seva demarcació. Suprimides per RD de 1849, les seves atribucions passen als governadors de província.

### Cadastre dePatiño[2]
Fons de la Intendència. En època dels Intendents s'estableix l'anomenat "Cadastre de Patiño", un impost global i directe establert al Principat de Catalunya el 1716 per José Patiño. El nou tribut fou exigit en forma de repartiments arbitraris (única contribució, equivalent i talla, respectivament).
Es va preveure un cadastre reial i un cadastre personal. El primer gravava els béns immobles (terres, cases…) i llurs elements hipotecaris (censos). El cadastre personal obligava sobretot l'estament popular, per tal com la noblesa i les persones que gaudien de privilegi militar n'eren exemptes.

### Decret d'ordenació de catedràtics de 1564

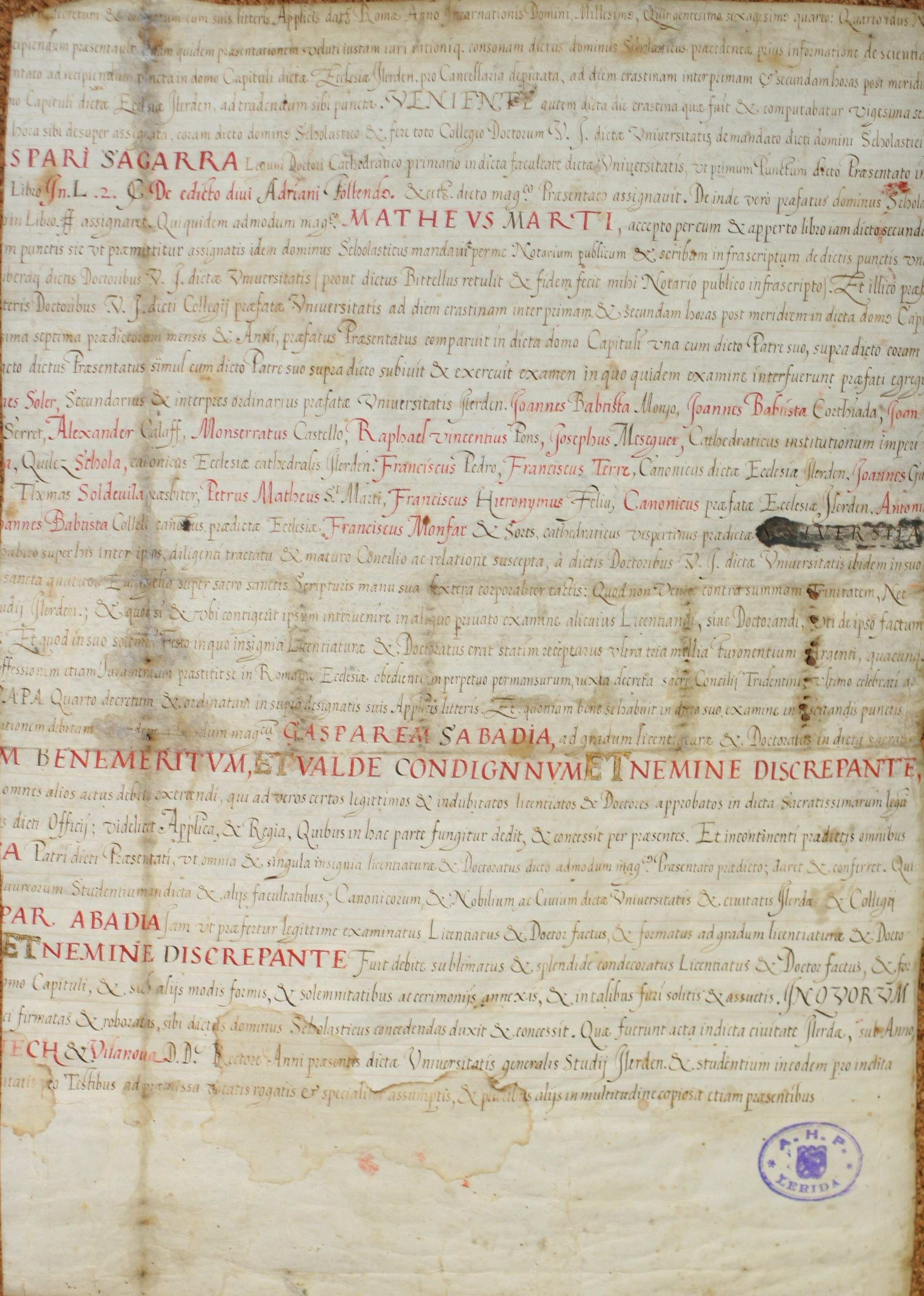
Fragment de pergamí, que havia estat utilitzat com a coberta del protocol notarial núm. 307 del Districte de Lleida del notari Guillem Berenguer (1619-1620), on es presenten els catedràtics de l'antic Estudi General de Lleida.

Pergamí del Decret d'ordenació de catedràtics de l'Estudi General de Lleida del 10 de novembre de 1564. Hi ha una col·lecció de Pergamins de l'AHL. En concret aquest es tracta d'un fragment de pergamí, que havia estat utilitzat com a coberta del protocol notarial núm. 307 del Districte de Lleida del notari Guillem Berenguer (1619-1620), on es presenten els catedràtics de l'antic Estudi General de Lleida, entre els quals: Joan Baptista Monjo, Joan Baptista Cortada, Alexandre Calaf, Montserrat Castelló, Rafael Vicent Pons, Josep Messeguer, Francisco Pedro, Francisco Terre, Tomàs Soldevila, Pere Mateu Sant Martí, Francisco Geroni Feliu, Joan Baptista Colell, Francisco Monfar […].

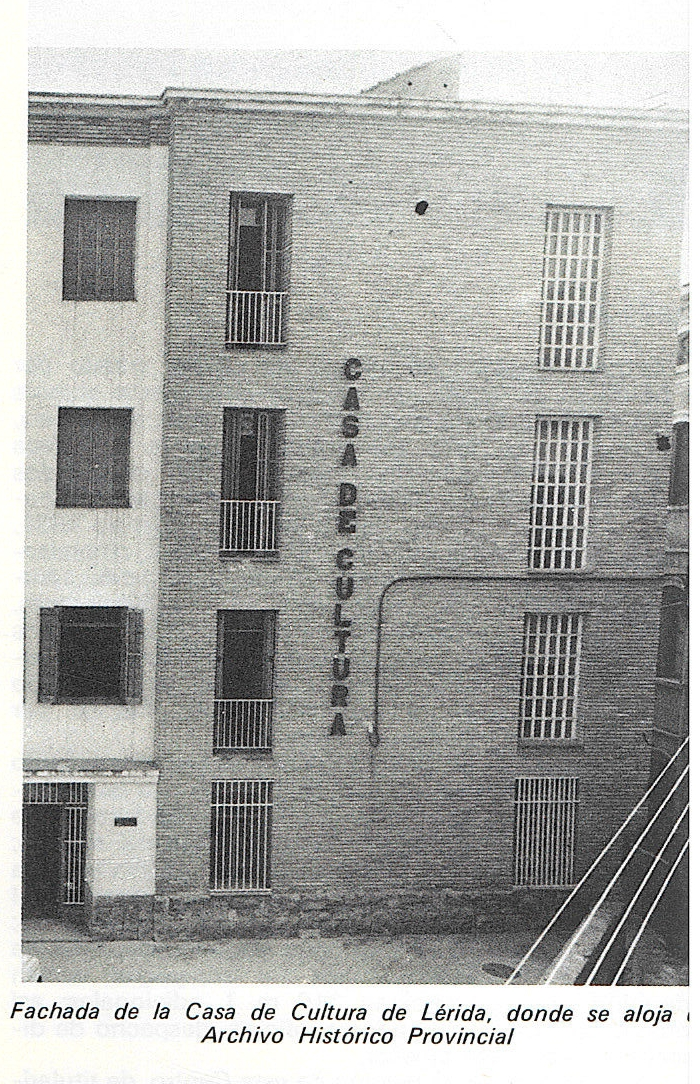
Casa de la Cultura de Lleida inaugurada l'abril de 1970, on s'ubicaven la Biblioteca i l'Arxiu provincial de Lleida fins al trasllat a la nova seu el 2005

### Foto de El Canyeret de 1939
Fons Oficina Comarcal de Lleida de la D.G. de Regiones Devastadas. La llei de 30 de gener de 1938 crea la nova Administració Central de l'Estat, i dins el Ministeri d'Interior (més endavant, Ministeri de la Governació) s'organitza el Servicio Nacional de Regiones Devastadas y Reparaciones amb la finalitat de restaurar el patrimoni espanyol malmès per la guerra. Amb aquesta finalitat es constitueixen les Comissions de Zona, i dins aquestes les Oficines Comarcals, entre les quals la de Lleida. L'agost de 1939 aquest Servei adquireix la categoria de Direcció General, i la seva missió serà dur a terme la reconstrucció del territori i pal·liar els efectes de la guerra, tasca que es durà a terme mitjançant els successius "decrets d'adopció" de les localitats danyades per la guerra en més d'un 75% de destrucció, signats pel Cap de l'Estat.
La Direcció General de Regiones Devastades desapareix el 1957, i part de les seves funcions són assumides pel Ministerio de la Vivienda, creat aquell mateix any. La ciutat de Lleida fou "adoptada" per decret de 21 d'octubre de 1939, i a partir d'aquell moment s'iniciaren les obres de reconstrucció de la ciutat.